# Gifford, South Carolina
Gifford är en kommun (town) i Hampton County i South Carolina. Vid 2010 års folkräkning hade Gifford 288 invånare.